# 山田べにこ
山田 べにこ（やまだ べにこ、生年月日非公表）は、温泉研究家、エッセイストである。

## 人物
群馬県在住。生年月日は公表していないが、出演番組のウェブサイトで2009年時点で28歳であることを明かしており、これによれば生年は1980年又は1981年である。
20歳の時、家族旅行で温泉に行ったことをきっかけに温泉巡りをはじめ、一般企業でOLとして働くかたわら週末に軽自動車で山奥の温泉を訪ねている。訪れる温泉は年間120-130にのぼり、累計では約3,300もの温泉を訪れている。そして、その経験をもとに、温泉に関する書籍や雑誌記事の執筆、温泉を紹介するテレビ番組への出演を行っている。腰の低さ、丁寧な言葉遣いが特徴で、入浴前に必ず掛かり湯をするマナーの良さがある。
「山田べにこ」は、自身のウェブサイトを立ち上げた際に付けたハンドルネームで、「べにこ」は愛犬の名前に由来する。
2013年11月22日に、新ブログをスタート。温泉関係は総て引退。関西にて主婦をし、2013年12月に女の子の出産を報告。2014年2月3日に新ブログを閉鎖。

## 作品・出演等

### 単行本
- 山田べにこのお湯に恋する絶景おふろたび（ワニブックス、2010年11月、ISBN 978-4847019388）

### 雑誌連載
- べにこ温泉 - 月刊GARRRV（実業之日本社）

### テレビ出演
- 日曜ビッグバラエティ ニッポンの愛すべき“温泉バカ”（2009年10月11日、テレビ東京）[1]
- 新知識階級 クマグス（TBS）
  - 2010年3月26日 No.112 僻地温泉クマグス[7]
  - 2010年4月29日 No.119 僻地温泉クマグス2[8]
  - 2010年6月17日 No.127 僻地温泉クマグス3[9]
  - 2010年7月15日 No.??? 僻地温泉クマグス4
  - 2010年7月29日 No.133 僻地温泉クマグス5[10]
- 野天湯へGo!（2010年9月5日[11] - 2011年、旅チャンネル）
- 新感覚ゲーム クエスタ（NHK総合）
  - 2010年11月25日
  - 2011年2月24日
- スーパーJチャンネル（2011年2月7日、テレビ朝日）
- 土曜スペシャル（テレビ東京）
  - 2011年2月12日 芸能界女子温泉部 冬こそ行きたい! 雪見の秘湯[12]
  - 2011年7月23日 極旅 ～達人と行くガイドに載らないマル秘ツアー～[13]

### アプリケーション
- べにこの秘湯図鑑 vol.1 自然の中の温泉-無料・寸志温泉めぐり - iPhone用アプリケーション[14]